# Zafrilla
Zafrilla è un comune spagnolo di 122 abitanti situato nella comunità autonoma di Castiglia-La Mancia.